# Aeroporto Internazionale di Tucson

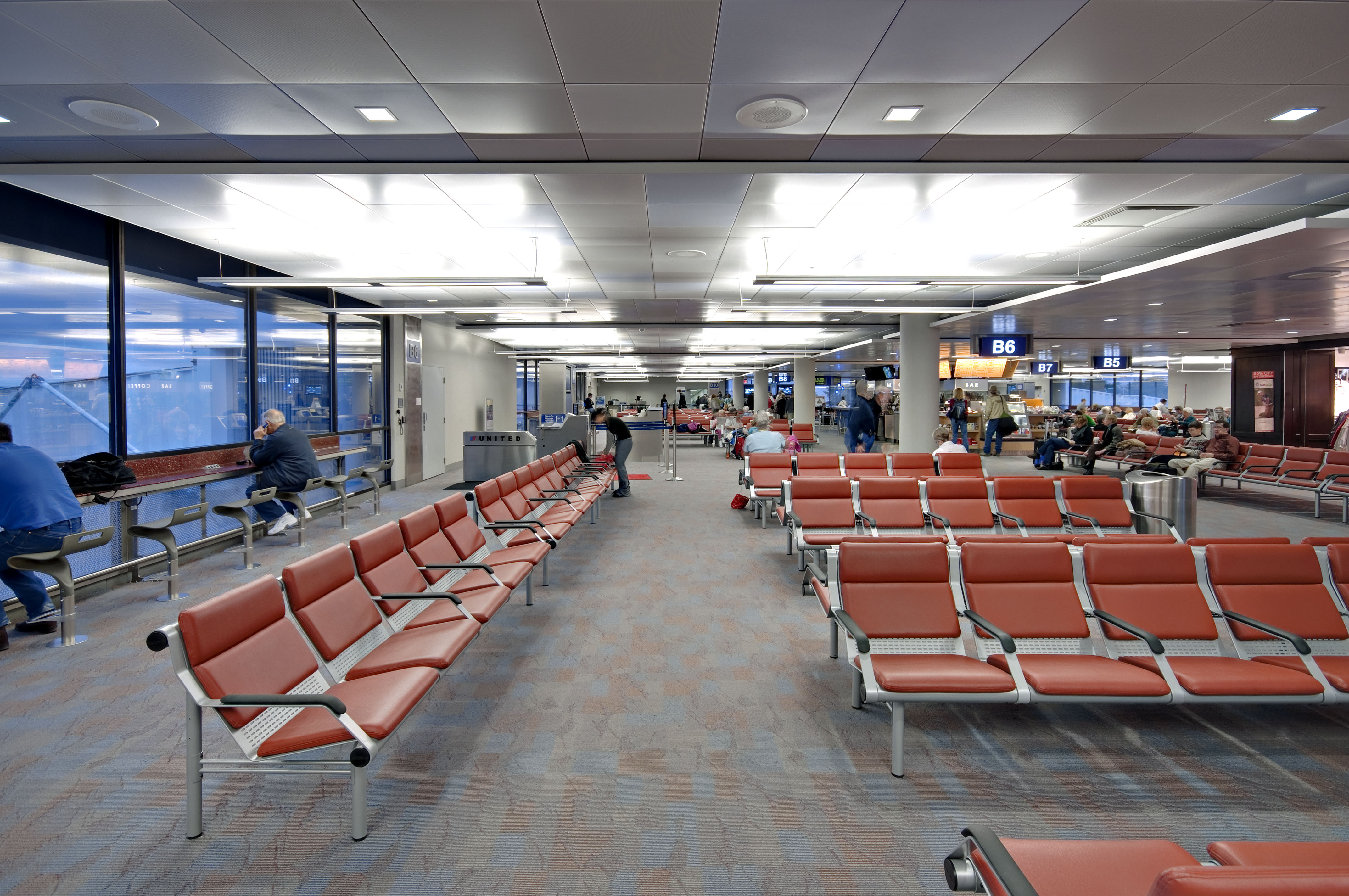
Gate di partenza

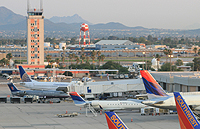
Aerei della compagnia Southwest Airlines

L'aeroporto internazionale di Tucson è un aeroporto situato a 10 km a sud di Tucson in Arizona, negli Stati Uniti d'America.